# Kuga malih preživara
Kuga malih preživara (Pestis ovina et caprina ili Peste des petits ruminants (skraćeno (PPRV)  je zarazna virusna bolest ovaca i koza, endemična u
istočnoj Africi, na Arapskom poluostrvu, u bliskoistočnim zemljama i Indiji. Rasprostranjena je u Africi i Aziji, a od 2014. evidentirana je u Turskoj i
severnoafričkim zemljama. Odlikuje se visokom stopom smrtnosti. Ljudi ne obolevaju od ove bolesti. Bolest podleže obaveznom prijavljivanju.

## Istorija
Kuga malih preživara je prvi put zabiežena 1942. godine u Obali Slonovače, a kasnije u susednim zemljama Gani, Togu, Beninu i Nigeriji.

## Epidemiologija
Kuga malih preživara se širi u afričkim zemljama koje se nalaze na području između raka raka i Ekvatora , kao i u Egiptu, Bliskom istoku i indijskom potkontinentu. 
U Evropi, bolest  je zabiležena u epidemijama koje su se javile u turskom delu Trakije u neposrednoj blizini Bugarske. U Bugarskoj su prvi slučajevi bolesti otkriveni u junu 2018. godine u selu Jambol u okrugu Vodenu, u kojoj su zabeležene tri epidemije. Bolest u Vodeni je prvi potvrđeni slučaj bolesti u Evropskoj uniji.

## Etiologija
Virus koji uzrokuje kugu malih preživača pripada grupi paramiksovirusa. Po antigenoj strukturi sličan je onom koji izaziva kuga, mačke i viruse malih boginja kod ljudi i vodenih sisara. Genetski, sojevi virusa organizovani su u četiri grupe - tri u Africi i jedna u Aziji.
Virus je osjetljiv na alkohol, eter i većinu sredstava za dezinfekciju, stabilan je na pH 4,0—10,0. Otporan je na smrzavanje i temperaturu od 60°C u trajanju od 60 minuta.

## Epizootiologija
Kuga malih preživača prenosi se direktnim kontaktom, a na nezaražena bi se područja bolest prvenstveno mogla preneti tokom prevoza zaraženih životinja. Iako se koza smatra osjetljivijom od ovaca, infekcija kod ovaca može proći nezapaženo. 
Najčešći neposredan način infekcije je inhaliranje virusa aerogenim putevima. Izmet, iscedak iz nosa i oka bogati su virusima, a unošenje hrane i vode kontaminirane njima takođe je jedan od mogućih načina infekcije. 
U Africi je bolest karakteristična i po sezonalnosti. Do vrhunca epidemije dolazi tokom kišne i sušne sezone.

## Dijagnoza
Istorija bolesti i klinički znaci omogućavaju verovatnu dijagnozu u endemskim regionima. Virus se može detektovati u akutnim slučajevima iz raznih briseva i uzoraka krvi, primenom PCR i ELISA testova. Antitela se takođe mogu detektovati ELISA testom.

## Terapija
Antibiotici kao što su hloramfenikol, penicilin i streptomicin mogu da se koriste ulečenju zaraženih životinja, a može biti od koristi i simptomatsko lečenje.
Vakcina
Razvijena je vakcina koja može smanjiti smrt u stadu.

## Prevencija
Kako bolesti ozbiljno utiče na profitabilnost ovčarstva i kozarstva i ometa normalnu trgovinu unutar zemalja i izvoz u treće zemlje, neophodno je:
- Sprovođenje odgovarajućih godišnjih i višegodišnjih programa nadzora za rano otkrivanje, brzo reagovanje i iskorjenjivanje bolesti i njihovim uključivanjem u dododatni popis bolesti životinja i zoonoza.
- Ograničavanje kretanja i klanje obolelih stada može biti ponekad neophodno u pokušaju iskorjenjivanja bolesti.[4]

Eradikacija
Globalni program eredikacije (iskorjenjivanja) razvijen je od strane Organizacije Ujedinjenih nacija za hranu i poljoprivredu i Svetske organizacije za zdravlje životinja. Smatra se da izvodljivim eradikacije u periodu od 15 godina. bolest može iskoreniti.

## Literatura
- M. Valcic: "Specijalna epizootiologija I ", VKS, Beograd, 2004.
- S. Cvetnic: "Virusne bolesti životinja", Školska knjiga, Zagreb, 1997.
- Cobeljic M. i saradnici : "Biološko oružje", Vojno-izdavacki zavod, Beograd, 2003.
- OIE Manual of Diagnostic Tests and Vaccines for Terrestrial Animals 2004.

## Spoljašnje veze
- PPR Global Eradication Program by FAO
- Peste-des-Petits-Ruminants на  (disease)
- Peste-des-petits-ruminants+virus на  (pathogen)
- Current status of Ovine rinderpest (Peste des petits ruminant PPR) worldwide Архивирано на веб-сајту  (13. август 2016) at OIE. WAHID Interface – OIE World Animal Health Information Database
- Disease card Архивирано на веб-сајту  (10. октобар 2014)
- WikiVet summary of disease and links to key references on CABI
- The disease in the Merck veterinary manual
- Field manual for recognition, at fao.org[мртва веза]
- Overview at vet.uga.edu
- Virus Phylogenetic Tree at bbsrc.ac.uk